# Limenitis ligyes
Limenitis ligyes är en fjärilsart som beskrevs av William Chapman Hewitson 1864. Limenitis ligyes ingår i släktet Limenitis och familjen praktfjärilar. Inga underarter finns listade i Catalogue of Life.